# Стоєнешть (комуна, Вилча)
Стоєнешть, Стоєнешті (рум. Stoenești) — комуна у повіті Вилча в Румунії. До складу комуни входять такі села (дані про населення за 2002 рік):
- Бирлогу (417 осіб)
- Будурешть (215 осіб)
- Грую (177 осіб)
- Груєрі (259 осіб)
- Делень (77 осіб)
- Добрічень (761 особа)
- Змеурету (230 осіб)
- Могошешть (445 осіб)
- Негінешть (136 осіб)
- Попешть (194 особи)
- Піску-Маре (135 осіб)
- Стоєнешть (531 особа)
- Сусень (347 осіб)

Комуна розташована на відстані 170 км на північний захід від Бухареста, 16 км на захід від Римніку-Вилчі, 92 км на північ від Крайови, 127 км на південний захід від Брашова.

## Населення
За даними перепису населення 2002 року у комуні проживали 3924 особи, усі — румуни. Усі жителі комуни рідною мовою назвали румунську.
Склад населення комуни за віросповіданням:
| Релігія       | Кількість осіб | Відсоток |
| ------------- | -------------- | -------- |
| православні   | 3916           | 99,8%    |
| п'ятдесятники | 7              | 0,2%     |
| римо-католики | 1              | < 0,1%   |

## Зовнішні посилання
- Дані про комуну Стоєнешть на сайті Ghidul Primăriilor